# Perfiles Educativos (revista)
Perfiles Educativos es una publicación académica sobre investigación educativa editada por el Instituto de Investigaciones sobre la Universidad y la Educación (IISUE) de la Universidad Nacional Autónoma de México (UNAM). 
Se enfoca en las ciencias de la educación mediante trabajos originales de investigación derivados de procesos de indagación en ese ámbito. Está dirigida a investigadores, especialistas, profesores y estudiantes de grado y posgrado relacionados con el campo educativo con un alcance iberoamericano. 

## Descripción
Perfiles Educativos es una revista de acceso abierto diamante. Publica cuatro números al año con los resultados más recientes de la investigación educativa. Se compone de cinco secciones:
- Editorial
- Claves: artículos de investigación empírica, con una explícita y rigurosa metodología aplicada al estudio.
- Horizontes: desarrollos teóricos, aportes de discusión y debate o sistematización de experiencias educativas, con una sólida fundamentación teórica.
- Documentos: documentos de organismos públicos sobre políticas educativas.
- Reseñas: reseña descriptiva o analítica de libros.

En los últimos años ha diversificado sus contenidos con la edición de números especiales y suplementos que abordan temas coyunturales de la educación a nivel nacional o internacional. Los suplementos se caracterizan por ser materiales de divulgación académica, mientras que los números especiales conservan la estructura de los artículos de investigación. 

## Índices, catálogos y bases de datos
Perfiles Educativos se encuentra incluida en los siguientes índices, catálogos y bases de datos: Scopus, Sistema de Clasificación de Revistas Mexicanas de Ciencia y Tecnología (CRMCyT) del CONAHCYT, Scielo México, Scielo Citation Index, Redalyc, Latindex Catálogo 2.0, Dialnet, MIAR, Clase, IRESIE, entre otras. 

### Historia
Perfiles Educativos se publica ininterrumpidamente desde junio de 1978. Desde entonces, se ha transformado de una revista de divulgación dirigida principalmente a las académicas y académicos universitarios (y sus temas de trabajo como la formación docente, didáctica, currículum, evaluación, entre otros) a  una revista de investigación que aborda todas las disciplinas y metodologías que incorpora la investigación educativa. Su desarrollo y transformación puede verificarse en las tres épocas que, de acuerdo con Chehaibar y Paniagua (2009), pueden identificarse: 

#### Primera época
Perfiles surge, en 1978, en el Centro de Investigaciones y Servicios Educativos (CISE), creado un año antes a partir del Centro de Didáctica y la Comisión de Nuevos Métodos de Enseñanza, y por iniciativa de Jorge Sánchez Azcona, su primer director. Se plantea como un medio para comunicar y difundir el trabajo de investigación y docencia del personal académico del propio Centro. 
Entre julio de 1978 y marzo de 1983 se publican 19 números, en tamaño carta, y con una circulación masiva entre los maestros de la UNAM y las bibliotecas del país, pues su tiro es de 11 000 ejemplares por número.

#### Segunda época
Aquí pueden identificarse dos periodos: el primero, de junio de 1983 a diciembre de 1984, en el que reinicia su seriación (del número 1 al 7) con la leyenda “nueva época” y publica 7 números.  En esta época, Perfiles ya no sólo publicará los trabajos del CISE, sino que se abre a la comunidad académica educativa del país. 
El segundo periodo va de 1985 a 1996 e inicia sumando al número 19  de la primera época los siete números del inicio de la segunda época. Con el número doble 27-28, Perfiles retoma su numeración inicial y concluye en 1996 con el número 75. En esta segunda época se publican 49 números. 

#### Tercera época
En febrero de 1997, fecha en la que desaparece el CISE, la revista Perfiles Educativos se integra al Centro de Estudios sobre la Universidad (CESU), actual IISUE. En este nuevo contexto institucional, se redefinieron sus lineamientos y se buscó que Perfiles fuese una publicación que difundiera resultados de investigación en educación, tanto de autoras y autores nacionales como extranjeros. En relación con su formato, se procedió a adecuarlo a las características y normas internacionales de las revistas científicas. 
A partir de 2009 Perfiles Educativos inicia una etapa en la que se reestructuran sus órganos de dirección: la dirección de la revista la ocupa una académica o académico distinto de las instancias de gobierno del Instituto, y en su comité editorial participan destacados académicos de distintas instituciones y con variadas especialidades en el campo de la investigación educativa. 
En 2023 la revista abandona la impresión en papel y sólo se edita en versión electrónica PDF, ePub, Mobi y XML.